# Почтамт (роман)
«Почта́мт» (англ. Post Office, 1971, рус. перевод 2007) — первый роман Чарльза Буковски (англ. Charles Bukowski, 1920—1994).
В этом автобиографическом произведении, приведшем автора к национальной славе и признанию, описана работа спивающегося Генри Чинаски (англ. Henry Chinaski) в Почтовой службе США. Чинаски предстаёт в качестве альтер эго Буковски, который в реальности прослужил на почте более десяти лет.
Книга была переведена на пятнадцать языков и имела огромный успех в Европе. По всему миру было продано более миллиона экземпляров романа.

## Сюжет
Вместо вступления книгу открывает «Кодекс норм поведения» Почтовой службы США от 1 января 1970 года, в котором описывается особая роль почтового работника среди прочих госслужащих.
Само повествование, первую часть романа, начинается с примечательной для всего произведения фразы: «В начале была ошибка» (рус. перевод Максима Немцова, в оригинале — «It began as a mistake»). Некоторые исследователи творчества Буковски полагают, что это связано с характером самой работы Чинаски, на которой он проведёт более десятилетия, — чёрной, скучной и унизительной, выжить на которой герою помогает только крайне циничный взгляд на мир.

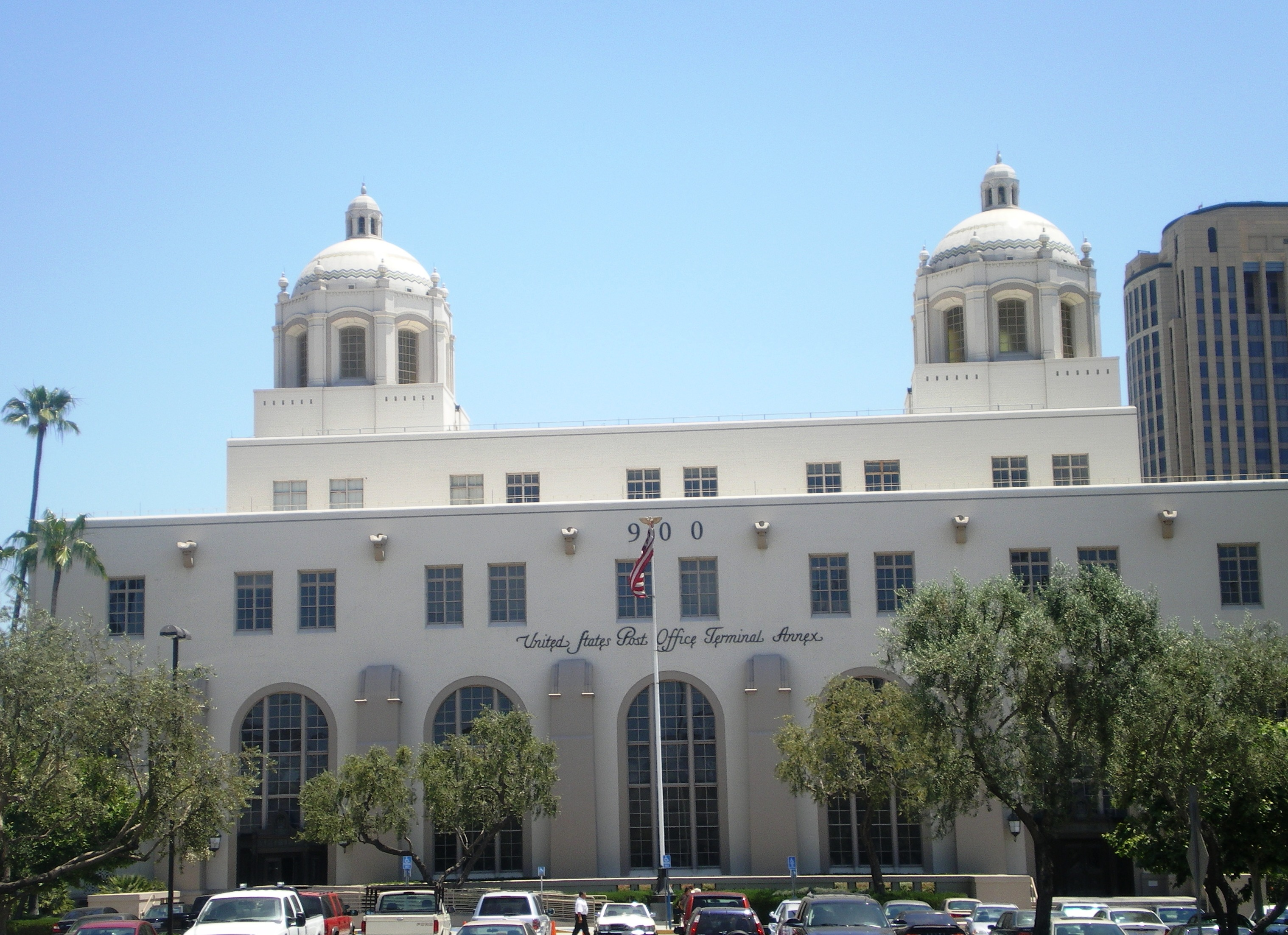
Терминал «Аннекс», где работал Чинаски/Буковски

Стояло Рождество, пишет Буковски, и его герой, узнав о том, что «туда [в почтамт] берут чуть ли не всех подряд», устраивается на службу в должности почтового клерка (в жизни Буковски описываемый в романе почтамт — это Терминал «Аннекс» в Даунтауне Лос-Анджелеса, где автор работал).
Герой «Почтамта» («антигерой», как утверждает ряд исследователей) — человек по имени Генри Чинаски (англ. Henry Chinaski), являющийся литературным альтер эго самого Буковски, чью жизнь проживает на страницах романа (не только самого «Почтамта», но и нескольких других данного автора).
Далее следует описание самой работы и образа жизни героя («я всегда квасил допоздна, а в 5 утра мы уже сидели, дожидаясь, чтобы зачли время, вдруг кто из штатных заболеет»). Здесь же читатель знакомится с единственным сюжетно значимым, помимо Чинаски, мужчиной в романе — начальником отдела сортировки писем А. Э. Джонстоном («Стоном»), выступающим в повествовании антагонистом главного героя. Бо́льшую часть первой главы занимает непосредственно описание работы Чинаски, в некоторых местах переключаясь на его взаимоотношения с сожительницей, Бетти («Крошкой Бетти»), которые, впрочем, ограничиваются сценами секса и пьянства последних. Прототипом Крошки Бетти стала Джейн Куни Бейкер (англ. Jane Cooney Baker), жена Буковски с 1947 по 1955. Заканчивается глава через три года после поступления Чинаски на работу — он получает штатное место, благодаря чему получает оплачиваемый отпуск, фиксированную сорокачасовую рабочую неделю и два выходных.

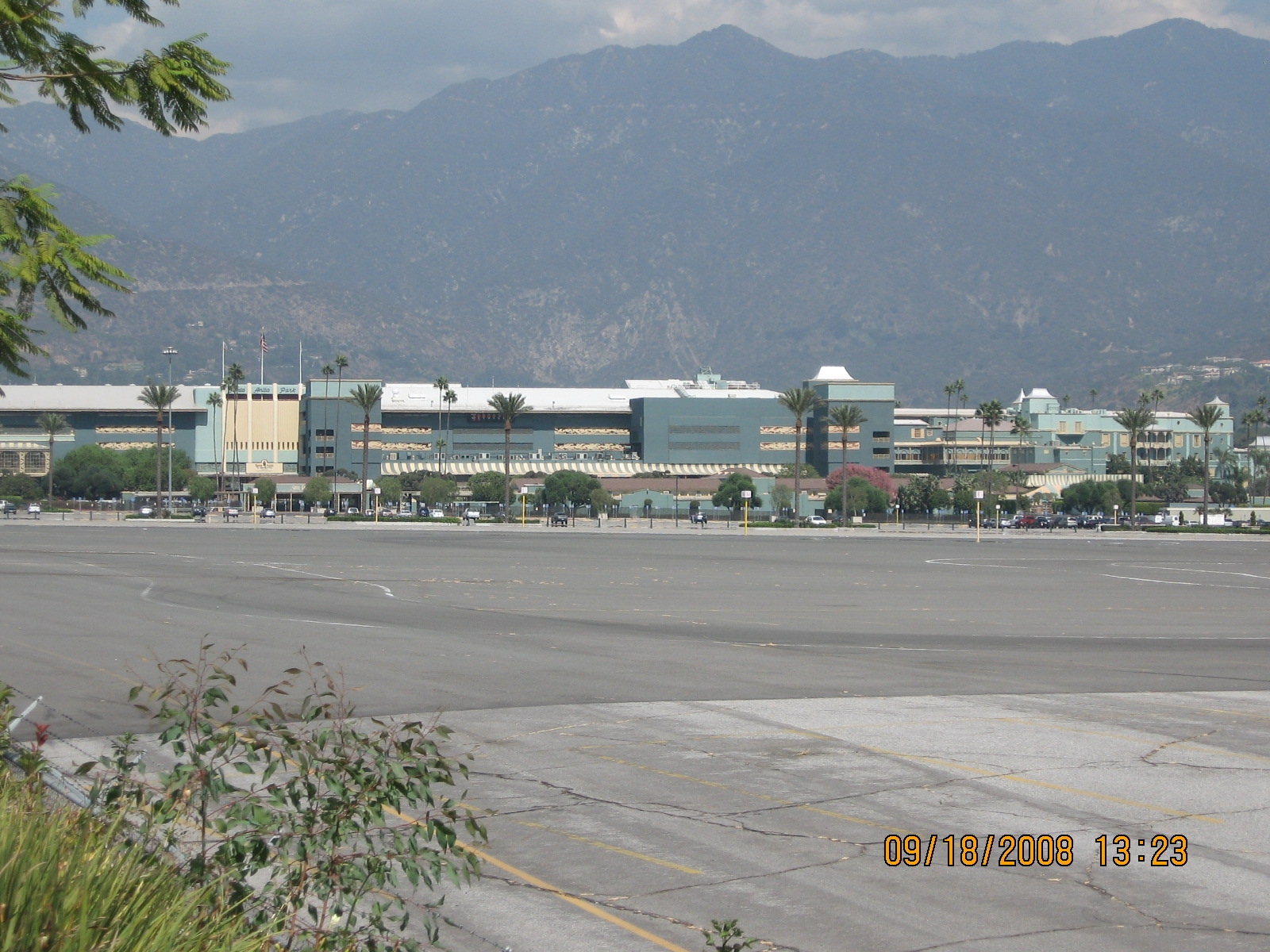
Парк Санта-Анита с одноимённым ипподромом

Вторая часть книги начинается с нового увлечения главного героя — игрой на скачках, в которой он весьма преуспевает; с другой стороны, Чинаски расходится с Бетти, но не остаётся одиноким надолго. В реальности Буковски был не менее страстным игроком, чем его литературное альтер эго, и оставался верным игре на скачках до глубокой старости. Играл же он преимущественно на стадионе Санта-Анита в Калифорнии, который и описывает, не упоминая названия, в «Почтамте». Уже ко второй главе Чинаски завязывает отношения с Джойс (настоящее имя — Барбара Фрай (англ. Barbara Frye), вторая жена Буковски с 1955 по 1958), на которой вскоре женится. Будучи родом из весьма состоятельной семьи, она содержит мужа, и он увольняется со службы. Бездействие героя, впрочем, оказывается недолговечным — Джойс настаивает на необходимости работать, и Чинаски устраивается на простую в сравнении с предыдущей должность экспедитора в художественной лавке, проводя большую часть дня в кофейнях. Но вскоре он разочаровывается в новом месте и по совету одного друга устраивается сортировщиком обратно на почту. Отношения с Джойс тем временем терпят крах, и она подаёт на развод. Когда глава заканчивается, Чинаски снова одинок.

В жизни самого Буковски встреча с Фрай произошла в момент, когда начинающий на тот момент поэт бессистемно рассылал свои стихи по различным журналам — итогом очередного отправленного письма стал восторженный отклик и вскоре завязавшиеся отношения. 
В итоге мы поженились <...> Я её не любил. Если женщина не получает от тебя какой-то выгоды - славы либо денег, - она тебя терпит лишь докуда-то. А из нашего брака она не получала ничего - ни славы, ни денег. Я ничего ей не предложил. <...> Я был завязан на себя, на свою писанину. Вообще ей ничего не давал, вот и огрёб. Она тут не виновата, хотя и она мне особо ничего не давала.
Часть третья начинается со случайной встречи Чинаски с Бетти — она теперь живёт в ночлежке, стирает грязное бельё и спивается. Одновременно с этим со стороны работодателя начинаются первые претензии к главному герою, которому вменяют сокрытие фактов судимости при приёме на работу. Бетти умирает (в реальной жизни это случилось в 1962 году), Чинаски трудится и продолжает играть на скачках, преимущественно выигрывая. Он получает небольшое повышение на работе, успешно пройдя аттестацию.
Четвёртую часть книги открывает новая система игры на скачках, которую разрабатывает Чинаски. Она позволяет герою зарабатывать до трёх тысяч долларов за полтора месяца. Он берет отпуск и уезжает на побережье, где много пьёт и играет, а деньги тем временем тают. Последние дни отпуска Чинаски проводит дома — вернувшись на службу, он встречается с новой сотрудницей, Фэй, с которой у него завязывается роман (настоящее имя — Фрэнсис Смит (англ. Frances Smith), они были вместе с 1963-го по 1965-й). Вскоре у них рождается дочь — Марина-Луиза Чинаски (англ. Marina Louise Bukowski, реальное имя дочери писателя), однако семья распадается, когда ребёнок начинает ползать. Фэй увозит её в Нью-Мексико, где поселяется в коммуне хиппи.
Пятая часть целиком состоит из официальных писем на имя Генри Чинаски, полученных от руководства. В них его уведомляют о систематических прогулах и предупреждают о грозящем ему увольнении. Все письма остаются без ответа со стороны главного героя. Именно об этих письмах Буковски умолчал, когда принял предложение своего будущего издателя посвятить себя исключительно написанию романов и стихов.
В шестой, заключительной части романа, Чинаски дорабатывает последние смены и пишет заявление на увольнение (сам Буковски на почте прослужил двенадцать лет — это была физически изматывающая работа, как он скажет позже, сломившая его дух). Он начинает пить ещё больше. Заканчивается книга стихотворными строчками:
«Наутро было утро, а я ещё был жив.

Может, роман напишу, подумал я.

А потом и написал».

## История создания
В январе 1970 года сорокадевятилетний Чарльз Буковски уволился с работы в Почтовой службе США (будучи, впрочем, без пяти минут уволенным в принудительном порядке) и принял предложение своего друга и будущего издателя, Джона Мартина (англ. John Martin), основателя издательства Black Sparrow Press, который обещал Чарльзу пожизненное жалованье размером сто долларов в месяц, если тот уйдёт с почтамта и посвятит себя литературе и поэзии.
Десятилетие спустя, беседуя с журналисткой Los Angeles Times Сильвией Бизио (англ. Silvia Bizio), Буковски скажет: «Одиннадцать с половиной лет в ночную смену и два с половиной года в дневную. Я никак не мог спать по ночам, поэтому делал вид, что это какая-то нескончаемая вечеринка. <…> Приходил уже пьяный, а эти идиоты даже не понимали, пьян я или нет».
Буковски усердно трудился над романом и готовую рукопись предоставил уже через три недели. Как добавляет в краткой аннотации к произведению российский издатель, компания «Эксмо», помимо времени, на книгу было ещё потрачено двадцать пинт виски, тридцать пять упаковок пива и восемьдесят сигар.
В 1989 году писатель вспоминал, что на карту было поставлено всё, и ему, возможно, даже было страшно. Во время написания романа он ощущал нехватку времени, мало спал, вставал около полудня и собирал разбросанные по комнате листы напечатанного текста — работу над «Почтамтом» Буковски называл не иначе как «битвой». «Я пытался стать писателем — в пятьдесят-то лет, — скажет он журналисту Northwest Review в 1975 году. — В Америке, если у тебя нет профессии и ты всё бросаешь в полтинник… Это почти невозможно, я пробовал. <…> Я всё бросил!» Буковски поставил себе цель печатать по десять страниц каждую ночь, но регулярно перерабатывал; наутро он собирал разрозненный материал, обычно правя последние напечатанные главы — как он объяснял, письмо выходило из-под контроля, когда он сильно напивался.
Говоря о начале своей литературной карьеры, писатель вспоминал, что у него было два варианта: остаться на почте и сойти с ума или попытаться стать писателем и умереть с голоду. Буковски выбрал второй вариант. Его издатель комментирует: «Он помог мне построить мой издательский бизнес, я помог ему стать преуспевающим писателем и зажиточным человеком».
В интервью, взятом журналистом Boston Review Нилом Гордоном (англ. Niel Gordon) в 1992 году, Буковски описывал начало сотрудничества с Джоном Мартином и становление себя в качестве писателя:
Я писал себе и раньше, а он время от времени выходил на связь: «Пришлите мне ещё, давайте я посмотрю». И я ему что-то присылал. Наконец он говорит: «Я тебе так скажу, Хэнк». Я говорю: «Чего?» И он говорит… а при этом я тогда работал на почте уже одиннадцать с половиной лет… И вот он говорит: «Я тебе так скажу. Если ты бросишь свою почту, я буду платить тебе сто долларов пожизненно». Я говорю: «Чего?» А он: «Ну да. Если ты даже ничего больше не напишешь, я буду платить тебе по сто долларов в месяц всю оставшуюся жизнь». Я говорю: «Ну, это неплохо. Дай мне подумать чуток?» Он говорит: «Конечно». Не знаю, сколько я думал, — наверное, ещё пару пива выпил, а потом перезвонил ему и сказал: «Договорились».
Помимо прочего, добавит Буковски в интервью 1988 года, на «Black Sparrow Press» выбор пал ещё и потому, что никто, кроме них, не печатал его произведения; Джон Мартин принял писателя без цензуры — «„Блэк спэрроу“ обратилось ко мне, когда никто больше не обращался. И это после того, как я побывал обычным разнорабочим и голодающим писателем, которого игнорируют крупные издательства и почти все крупные журналы».
В реальности, впрочем, история ухода будущего писателя с работы развивалась несколько иначе, нежели рассказывает он сам. Как отмечает Говард Соунс (англ. Howard Sounes), увольнение Буковски со службы поздней осенью 1969 года было спровоцировано отнюдь не предложением Мартина, а систематическими прогулами, о чём будущего писателя неоднократно уведомляли в установленном порядке, однако он игнорировал все предупреждения (упоминания об этом есть в заключительных главах «Почтамта»). Соунс отмечает также, что о таком положении дел Буковски не рассказал Мартину, когда принял его предложение.
Писательница Элизабет Оукс (англ. Elizabeth Oakes) в книге «American writers» (2004) добавляет, что увольнение стало настоящим спасением для Буковски, который на завершающем этапе работы признался своему будущему редактору:

Если я отсюда не выберусь, то сдохну.
Оригинальный текст (англ.)If I don't get out of here, I'm going to die.

## Персонажи
Главный герой «Почтамта» (более точно называемый литературоведами «антигероем»), Генри Чинаски (англ. Henry Chinaski) — жестокий пьяница и бабник, неудачник из низших слоёв общества, живущий впроголодь и проводящий много времени за игрой на скачках, вынужденный тянуть лямку на монотонной, но требующей большого усердия работе в Почтовой службе США.
Чинаски — «переходящее вымышленное я» Буковски, появляющееся во всех, кроме последнего, романах писателя. Чинаски в качестве почтового служащего — глупец и плохой работник, но в то же время он способен перехитрить своих недалёких начальников, бешеных собак, встречающихся на пути, домохозяек и старых дам, стоящих в ожидании почты.
Помимо антигероя, единственным значимым для сюжета мужчиной является начальник отдела сортировки писем А. Э. Джонстон («Стон»), выступающий в качестве антагониста Чинаски.
Отдельную роль в повествовании играют женщины, с которыми Чинаски встречается по мере развёртывания сюжета. Как отмечает Буковски в первой же главе, «у почтальонов других дел нет — только письма разносить да трахаться».
Всего в «Почтамте» упоминается девять женщин: первая среди них — Бетти («Крошка Бетти») — первая женщина, с которой отношения у Чинаски длительные в повествовании (для Буковски, впрочем, она была не сожительницей, а женой в период с 1947 по 1955 год, хотя писатель этого никогда не признавал), которые уже к началу второй главы романа заканчиваются. Настоящее имя Бетти — Джейн Куни Бейкер (англ. Jane Cooney Baker). После «Почтамта» Бетти появляется в романе «Фактотум» (под именем Джен) и сборнике малой прозы «Confessions of a Man Insane Enough to Live with Beasts» (под именем «К»).
Следующей сюжетно значимой персоной является Джойс, девчонка из Техаса, которой было двадцать три, как отмечает писатель. Она становится первой женой Чинаски, а для самого Буковски в реальной жизни она была второй женой, с которой они были женаты с 1955 по 1958 год. Настоящее имя Джойс — Барбара Фрай (англ. Barbara Frye).
Последней примечательной героиней становится Фэй, коллега Чинаски. Ни в романе, ни в реальной жизни они женаты не были. Настоящее имя Фэй — Фрэнсис Смит (англ. Frances Smith), с Буковски они сошлись в 1963 году, а год спустя у них родился единственный ребёнок Буковски — Марина-Луиза (англ. Marina Louise Bukowski), под своим именем фигурирующая в романе. С Буковски Фрэнсис расстаётся в 1965 году; в том же году разошлись и Фэй с Чинаски.
Эпизодически в тексте повествования встречаются ещё пять женщин, с которыми антигерой только спит. Это две безымянные героини из глав 1 и 14 первой части, жена механика из 1-й главы 2-й части, Ви — коллега (11-я глава, 3-я часть) и случайная знакомая Мэри-Лу (встреча в баре на побережье, 4-я глава 4-й части). Отвечая на вопрос журналиста о неприятностях с женщинами, упоминаемыми в «Почтамте», Буковски сказал: «Чинаски просто не повезло — ему попалась скверная компания. Не все женщины похожи на него».

## Художественные особенности
«Почтамт» — первая из пяти автобиографических книг Буковски, выпущенных издательством Black Sparrow Press, в каждой из которых Чинаски является рассказчиком. Рассматриваемые в качестве единого цикла, они иллюстрируют практически всю жизнь писателя. «Фактотум» (англ. Factotum, 1975) освещает события, предшествовавшие «Почтамту», роман «Женщины» (англ. Women, 1978) начинается там, где последний закончился. Роман «Хлеб с ветчиной» (англ. Ham on Rye, 1982) посвящён детству и юности автора, а завершающий цикл роман «Голливуд» (англ. Hollywood, 1989) описывает уже поздние годы жизни Буковски.
Как отмечает один из биографов Буковски, Говард Соунс (англ. Howard Sounes), в книге «Charles Bukowski: Locked in the Arms of a Crazy Life» (2000), Буковски научился писать в откровенной, честной манере с использованием множества диалогов благодаря тому, что был знаком с творчеством Эрнеста Хемингуэя и Джона Фанте. В частности, именно от Фанте Буковски перенял идею разбития текста повествования на очень мелкие части. Сам писатель говорил следующее: «Был один давний неоткрытый парень, — ну, в своё время его, конечно, открыли. Джон Фанте. Очень сильно на меня повлиял. Мне нравится стиль его письма. Открытый и лёгкий, ясный и эмоциональный — просто чертовски хорошо он писал».
Несколько критиков отдельно писали о стиле прозы Буковски, начавшем зарождаться в «Почтамте», как отмечает в книге «In search of literary L.A.» (1991) Лайонел Ролфе (англ. Lionel Rolfe). Так, в книге «Encyclopedia of beat literature» (2007) Курт Хеммер (англ. Kurt Hemmer) пишет, что стиль прозы писателя схож со стилем его стихосложения — такой же «разбросанный» и сильный, а его юмор — циничен и умён. В отношении манеры письма Буковски также говорилось: «Использование лингвистической жестокости делает Буковски новатором».

## Отзывы и критика
Как отмечает Джек Сондерс (англ. Jack Saunders) в книге «Bukowski never did this: a year in the life of an underground writer & his family» (2005), роман имел огромный успех в Европе, но широкой известности на территории США писателю не принёс.
Разнородность откликов литературных обозревателей выражается в противоположных мнениях о структуре повествования «Почтамта» — с одной стороны, сложилось мнение, что эпизодичный сюжет не составляет цельное произведение; с другой стороны, выражалось предположение, что «рваное» повествование отражает бесцельность жизни главного героя.
В рецензии ритейлерской компании Play Ltd., более известной под названием своего веб-сайта — Play.com, книга удостоилась таких оценок, как «сенсационная, бескомпромиссная и весёлая» — произведение названо примечательной вехой в американской литературе.
В критической работе, посвящённой Буковски, «Against the American dream: essays on Charles Bukowski» (1994), Рассел Харрисон (англ. Russel Harrison) писал: «Ни один из современных американских писателей не относился к работе так экстенсивно или интенсивно, как Буковски… в самом деле выдающееся достижение Буковски — это его изображение работы, исключительно представленное в „Почтамте“».
В книге «The Dirty Realism Duo: Charles Bukowski & Raymond Carver» (2008) Майкл Хеммингсон (англ. Michael Hemmingson) отмечал, что в «Почтамте» есть всё, из чего состоит работа почтового служащего: безумные запои, лихорадочные отношения с алкоголичками, написание стихов на салфетках и ставки на скачках — всё то, что составляет так называемый «грязный реализм».
В нескольких рецензиях отдельно был подчёркнут юмор как одна из базовых составляющих «Почтамта». Так, изданием The Observer роман был охарактеризован как «искусный, безжалостно комичный и печальный». Критик альтернативного журнала Bizarre (англ. Bizarre) отметил, что при прочтении романа «юмор, мудрость и изящество простоты приходят к тебе в равной мере». Ко мнению этого критика присоединился журнал Uncut, назвавший книгу «одним из самых смешных литературных произведений». На юмор обращал внимание и один из биографов Буковски, Говард Соурнс (англ. Howard Sournes), в книге «Charles Bukowski: Locked in the Arms of a Crazy Life» (2000) назвавший произведение очень смешным, добавив, что юмор романа имеет влияние на все его составляющие.

## Издания
Первое американское издание:
- Charles Bukowski. Post Office: A Novel. — 1 изд. — US.: Black Sparrow Press, 1971. — 208 с. — ISBN 0876850875 / 0 -87685- 087 -5.

Книга более четырнадцати раз переиздавалась как на территории США, так и в Европе — издателями книги в разные годы выступали компании London Magazine Editors, Virgin Books, Allison and Busby, Magread, Ecco Press и Star. Последнее на данный момент переиздание «Почтамта» принадлежит издательству Virgin Books, дочерней компании корпорации Random House.
- Charles Bukowski. Post Office: A Novel. — Virgin Books, 2009 (переиздание книги от 6 ноября 1992). — 160 с. — ISBN 978-0863697609.

Книга снабжена комическим вступлением, которое написал современный английский писатель Нил Гриффитс (англ. Niall Griffits), который работал на почте Великобритании, когда впервые прочитал «Почтамт» Буковски.
Российские издания:
- Буковски, Чарльз. Почтовое отделение = Post Office. — М.: Новое культурное пространство, 1999. — 204 с. — 3000 экз. — ISBN 5-88925-019-1.
- Буковски, Чарльз. Почтамт = Post Office. — М.-СПб.: Эксмо, Домино, 2007. — 272 с. — (Book Revolution). — 5100 экз. — ISBN 978-5-699-23285-7.
- Буковски, Чарльз. Почтамт = Post Office. — М.-СПб.: Эксмо, Домино, 2010. — 272 с. — 3000 экз. — ISBN 978-5-699-41770-4.